# Tuffi ai campionati mondiali di nuoto 2009 - Piattaforma 10 metri maschile
La fase preliminare si è svolta il 20 luglio 2009 e vi hanno partecipato 37 atleti. I primi 18 hanno avuto accesso alla semifinale del 21 luglio 2009; i primi 12 semifinalisti hanno avuto accesso alla finale dello stesso giorno.

## Medaglie
| Posizione | Atleta     | Paese         |
| --------- | ---------- | ------------- |
|           | Tom Daley  | Gran Bretagna |
|           | Qiu Bo     | Cina          |
|           | Zhou Lüxin | Cina          |

## Risultati
| Pos. | Atleta                         | Nazionalità    | Prelim. | Prelim. | Semifinale | Semifinale | Finale    | Finale |
| Pos. | Atleta                         | Nazionalità    | Punti   | Pos.    | Punti      | Pos.       | Punti     | Pos.   |
| ---- | ------------------------------ | -------------- | ------- | ------- | ---------- | ---------- | --------- | ------ |
|      | Tom Daley                      | Gran Bretagna  | 475.80  | 5       | 498.75     | 3          | 539.85    | 1      |
|      | Qiu Bo                         | Cina           | 515.75  | 1       | 521.25     | 1          | 532.20    | 2      |
|      | Zhou Lüxin                     | Cina           | 495.55  | 3       | 494.75     | 4          | 530.55    | 3      |
| 4    | Matthew Mitcham                | Australia      | 491.50  | 4       | 499.00     | 2          | 529.50    | 4      |
| 5    | Aleksey Kravchenko             | Russia         | 429.65  | 13      | 434.60     | 9          | 493.90    | 5      |
| 6    | David Boudia                   | Stati Uniti    | 472.60  | 7       | 485.25     | 6          | 491.80    | 6      |
| 7    | Sascha Klein                   | Germania       | 435.55  | 11      | 426.25     | 10         | 478.90    | 7      |
| 8    | Constantin Popovici            | Romania        | 471.80  | 8       | 470.10     | 7          | 476.20    | 8      |
| 9    | Riley McCormick                | Canada         | 427.80  | 15      | 446.00     | 8          | 470.30    | 9      |
| 10   | Rommel Pacheco                 | Messico        | 473.85  | 6       | 486.10     | 5          | 456.20    | 10     |
| 11   | Jonathan Ruvalcaba             | Messico        | 451.45  | 10      | 423.20     | 12         | 390.35    | 11     |
| 12   | Bryan Nickson Lomas            | Malaysia       | 418.90  | 17      | 425.65     | 11         | 372.10    | 12     |
| 16.5 | H09.5                          |                |         |         |            |            | 00:55.635 | O      |
| 13   | Vadzim Kaptur                  | Bielorussia    | 431.90  | 12      | 418.50     | 13         |           |        |
| 14   | Kostjantyn Miljajev            | Ucraina        | 455.40  | 9       | 416.50     | 14         |           |        |
| 15   | Hugo Parisi                    | Brasile        | 416.10  | 18      | 397.80     | 15         |           |        |
| 16   | José Antonio Guerra Oliva      | Cuba           | 515.65  | 2       | 409.55     | 16         |           |        |
| 17   | Anton Zacharov                 | Ucraina        | 428.90  | 14      | 397.30     | 17         |           |        |
| 18   | Viktor Minibaev                | Russia         | 425.90  | 16      | 386.70     | 18         |           |        |
| 16.5 | H09.5                          |                |         |         |            |            | 00:55.635 | O      |
| 19   | Francesco Dell'Uomo            | Italia         | 409.45  | 19      |            |            |           |        |
| 20   | Nick McCrory                   | Stati Uniti    | 401.00  | 20      |            |            |           |        |
| 20   | Cimafej Hardzejčyk             | Bielorussia    | 397.35  | 21      |            |            |           |        |
| 22   | Chon Man Kim                   | Corea del Nord | 394.30  | 22      |            |            |           |        |
| 23   | Kazuki Murakami                | Giappone       | 388.10  | 23      |            |            |           |        |
| 24   | Víctor Ortega                  | Colombia       | 372.75  | 24      |            |            |           |        |
| 25   | Sebastián Villa Castañeda      | Colombia       | 367.90  | 25      |            |            |           |        |
| 26   | Maicol Verzotto                | Italia         | 362.90  | 26      |            |            |           |        |
| 27   | Edickson Contreras             | Venezuela      | 360.35  | 27      |            |            |           |        |
| 28   | Shō Sakai                      | Giappone       | 357.85  | 28      |            |            |           |        |
| 29   | Max Brick                      | Gran Bretagna  | 354.00  | 29      |            |            |           |        |
| 30   | Jeinkler Ernesto Aguirre Manso | Cuba           | 353.90  | 30      |            |            |           |        |
| 31   | Eric Sehn                      | Canada         | 341.15  | 31      |            |            |           |        |
| 32   | Stefan Rudolph                 | Germania       | 335.60  | 32      |            |            |           |        |
| 33   | Christofer Eskilsson           | Svezia         | 333.40  | 33      |            |            |           |        |
| 34   | Rui Marinho                    | Brasile        | 327.65  | 34      |            |            |           |        |
| 35   | Enrique Rojas                  | Venezuela      | 322.85  | 35      |            |            |           |        |
| 36   | Chuen Li Foo                   | Hong Kong      | 290.60  | 36      |            |            |           |        |
| 37   | Gevorg Papoyan                 | Armenia        | 237.00  | 37      |            |            |           |        |